# Oxyfidonia fulvida
Oxyfidonia fulvida är en fjärilsart som beskrevs av W. Warren 1905. Oxyfidonia fulvida ingår i släktet Oxyfidonia och familjen mätare. Inga underarter finns listade i Catalogue of Life.